# دون اسنتر (داکوتای شمالی)
دون اسنتر(به انگلیسی: Dunn Center) شهری در ایالت داکوتای شمالی کشور ایالات متحده آمریکا است که جمعیت آن در سرشماری سال ۲۰۱۰ میلادی، ۱۴۶ نفر بوده‌است.